# Раккун Тауншип (округ Бівер, Пенсільванія)
Раккун Тауншип (англ. Raccoon Township) — селище (англ. township) в США, в окрузі Бівер штату Пенсільванія. Населення — 2793 особи (2020).

## Демографія
Згідно з переписом 2010 року, у селищі мешкали 3064 особи в 1171 домогосподарстві у складі 921 родини. Було 1259 помешкань
Расовий склад населення:
| - 98,1 % — білих - 0,6 % — чорних або афроамериканців - 0,2 % — корінних американців - 0,2 % — азіатів |

До двох чи більше рас належало 0,5 %. Частка іспаномовних становила 1,1 % від усіх жителів.
За віковим діапазоном населення розподілялося таким чином: 19,2 % — особи молодші 18 років, 66,8 % — особи у віці 18—64 років, 14,0 % — особи у віці 65 років та старші. Медіана віку мешканця становила 45,9 року. На 100 осіб жіночої статі у селищі припадало 102,9 чоловіків;  на 100 жінок у віці від 18 років та старших — 101,1 чоловіків також старших 18 років.
Середній дохід на одне домашнє господарство  становив 72 045 доларів США (медіана — 60 735), а середній дохід на одну сім'ю — 75 723 долари (медіана — 69 773). Медіана доходів становила 51 250 доларів для чоловіків та 36 515 доларів для жінок. За межею бідності перебувало 4,5 % осіб, у тому числі 8,5 % дітей у віці до 18 років та 1,5 % осіб у віці 65 років та старших.
Цивільне працевлаштоване населення становило 1563 особи. Основні галузі зайнятості: освіта, охорона здоров'я та соціальна допомога — 22,6 %, транспорт — 14,0 %, виробництво — 12,4 %, будівництво — 11,3 %.